# Dendrobeania decorata
Dendrobeania decorata är en mossdjursart som först beskrevs av Addison Emery Verrill 1879.  Dendrobeania decorata ingår i släktet Dendrobeania och familjen Bugulidae. Inga underarter finns listade i Catalogue of Life.